# Contea di Zichang
La contea di Zichang (子长县S, Zǐcháng XiànP) è una contea della Cina, situata nella provincia dello Shaanxi e amministrata dalla prefettura di Yan'an.